# Aeolodon
|  | Dieser Artikel wurde aufgrund von formalen oder inhaltlichen Mängeln in der Qualitätssicherung Biologie im Abschnitt „Paläontologie“ zur Verbesserung eingetragen. Dies geschieht, um die Qualität der Biologie-Artikel auf ein akzeptables Niveau zu bringen. Bitte hilf mit, diesen Artikel zu verbessern! Artikel, die nicht signifikant verbessert werden, können gegebenenfalls gelöscht werden. Lies dazu auch die näheren Informationen in den Mindestanforderungen an Biologie-Artikel. Begründung: Vollprogramm |

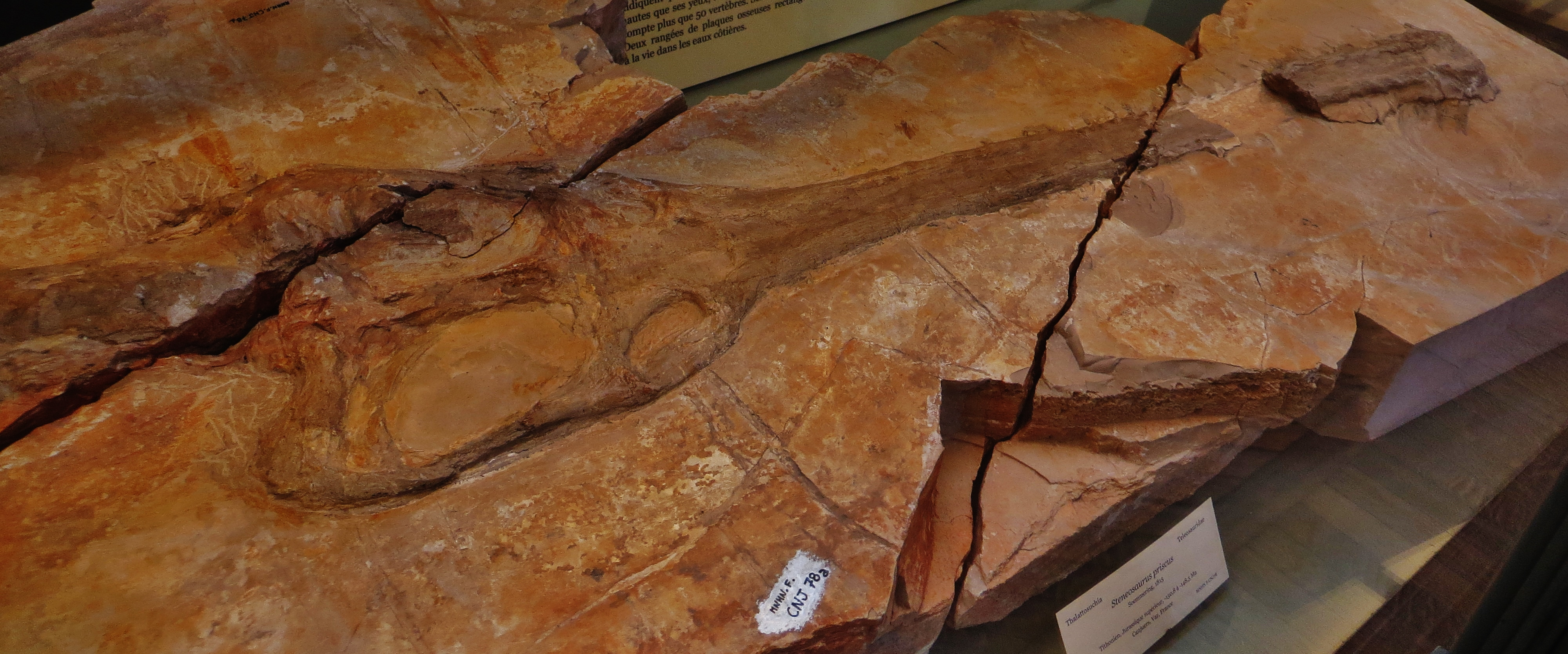
Fund in Frankreich

Aeolodon ist eine Gattung von teleosauriden Thalattosuchiern aus dem späten Jura (Tithonium) in Deutschland.

## Systematik
Die Typusart von Aeolodon, A. priscus, wurde 1815 von Samuel Thomas von Soemmerring auf der Grundlage eines Skeletts aus Daiting, Bayern, Deutschland, Crocodilus priscus genannt. 1832 errichtete Hermann von Meyer die neue Gattung Aeolodon für C. priscus. Kuhn (1936) synonymisierte Aeolodon mit Steneosaurus, aber Steel (1973) behielt es als gültig bei. Phylogenetische Analysen von Osi et al. (2018) und Johnson et al. (2020) stellen fest, dass Aeolodon in der Teleosauridengruppe Aeolodontinae eng mit Mycterosuchus, Sericodon und Bathysuchus verwandt ist.

## Lebensraum
Tetrapoden, die in der Typuslokalität von Aeolodon gefunden wurden, umfassen den Flugsaurier Altmuehlopterus, die Metriorhynchiden Geosaurus und Cricosaurus, den Pleurosaurier Pleurosaurus, die Meeresschildkröte Solnhofia und den Avialan Archaeopteryx albersdoerferi.

## Referenzen
- Von Sömmerring ST. 1814.  Denkschriften der Königlichen Akademie der Wissenschaften zu München Classe 4:1-74
- Von Meyer H. 1832.  Palaeologica zur Geschichte der Erde und ihrer Geschöpfe.  Frankfurt am Main: Verlag von Siegmund Schmerber.
- Kuhn (1936) Kuhn O.  In: Crocodilia. Quenstedt W, editor. Vol. 75. Berlin: 1936. pp. 1–144. (Fossilium Catalogus, Animalia).
- Steel R. 1973.  Crocodiles.  London: Christopher Helm. 198
- Attila Ősi; Mark T. Young; András Galácz; Márton Rabi (2018). „A new crocodyliform thalattosuchian large body from the Lower Jurassic (Toarcian) of Hungary, with further evidence of the mosaic acquisition of marine adaptations in Metriorhynchoidea“. PeerJ. 6: e4668. doi:10.7717/peerj.4668. PMC 5949208 (freier Volltext). PMID 29761038.
- Johnson MM, Young MT, Brusatte SL. 2020. The phylogenetics of Teleosauroidea (Crocodylomorpha, Thalattosuchia) and implications for their ecology and evolution. PeerJ 8:e9808 doi:10.7717/peerj.9808